# 香葉天竺葵
香葉天竺葵（學名：Pelargonium graveolens）是一種天竺葵，原生在南部非洲，尤其是南非。它們有時被认作為老鸛草、驱蚊草，原因是它們同屬牻牛兒苗科，但其實是屬於天竺葵屬。市面上的驅蚊草主要是指轉基因的香葉天竺葵，採用轉基因技術，將具有驅蚊基因—香茅醛基因結構植入“香草”，並利用其自身獨有的釋放系統作為載體將香茅醛物質釋放於空氣中，同時植入含有清新氣味和淨化空氣作用的DNA基因結構形成“天然蒸發器”而芳香四溢，達到驅蚊效果。香葉天竺葵在香水業有很重要的地位。它們大量被培植，蒸餾葉子的香勳。香葉天竺葵有多種氣味，包括玫瑰、檸檬、柑橘、薄荷、椰子及豆蔲，與多種水果味。
香葉天竺葵的俗名有玫瑰天竺葵。
香葉天竺葵的叶片不是烹调香料中的“香叶”。香叶是月桂树的叶子。
精油的功效:
1.一種天然驅蟲劑，還能治療蚊蟲叮咬及止癢，用它作為按摩油塗抹在發癢或刺激的部位來緩解。
2.具有抗菌特性，有助於消除身體異味，可用作天然除臭劑
3.具有改善精神功能和振奮精神的功效
4.自製護髮用品，根據自己的髮質，在家中現有的洗髮用品中調配專屬精油洗髮液或護髮素，精油滴數可按1:10ml的比例增減
精油的禁忌:
1.純精油必須稀釋後才能使用，除非有其它特別的建議
2.精油最好不要內服，除非獲得芳香治療師或醫師的指示
3.患有高血壓、癱病症、神經及腎臟方面疾病之病人請小心使用，某些香精油如絲柏、迷迭香，使用前最好先請教醫師或芳香治療師
4.對某些敏感皮膚可能有刺激；能調節荷爾蒙，所以懷孕期間不宜使用。

## 寫真

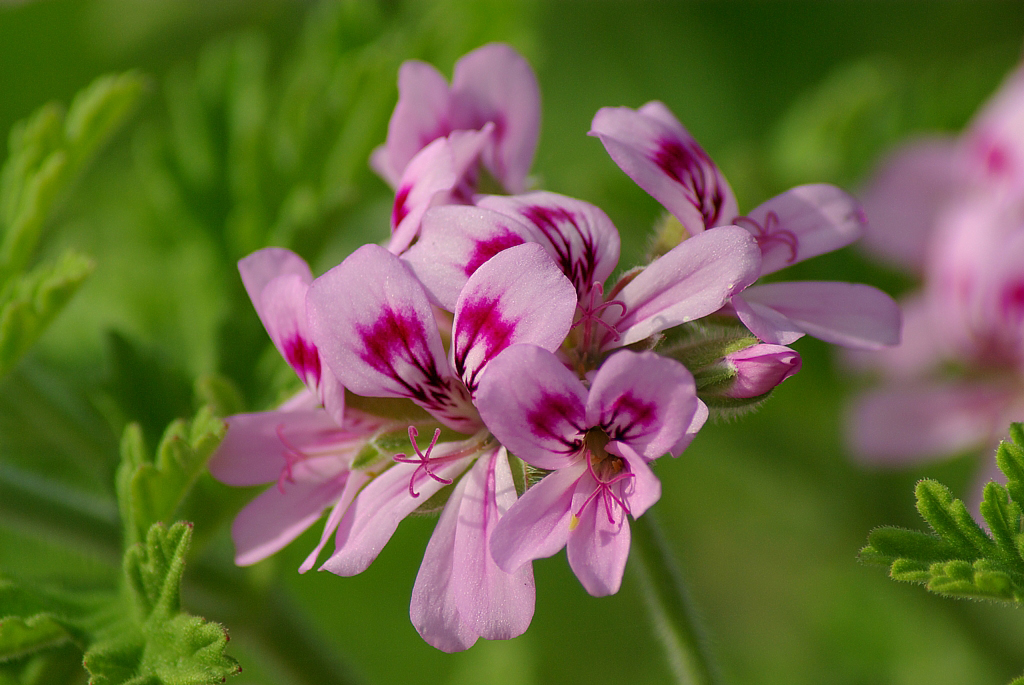
香葉天竺葵花叢
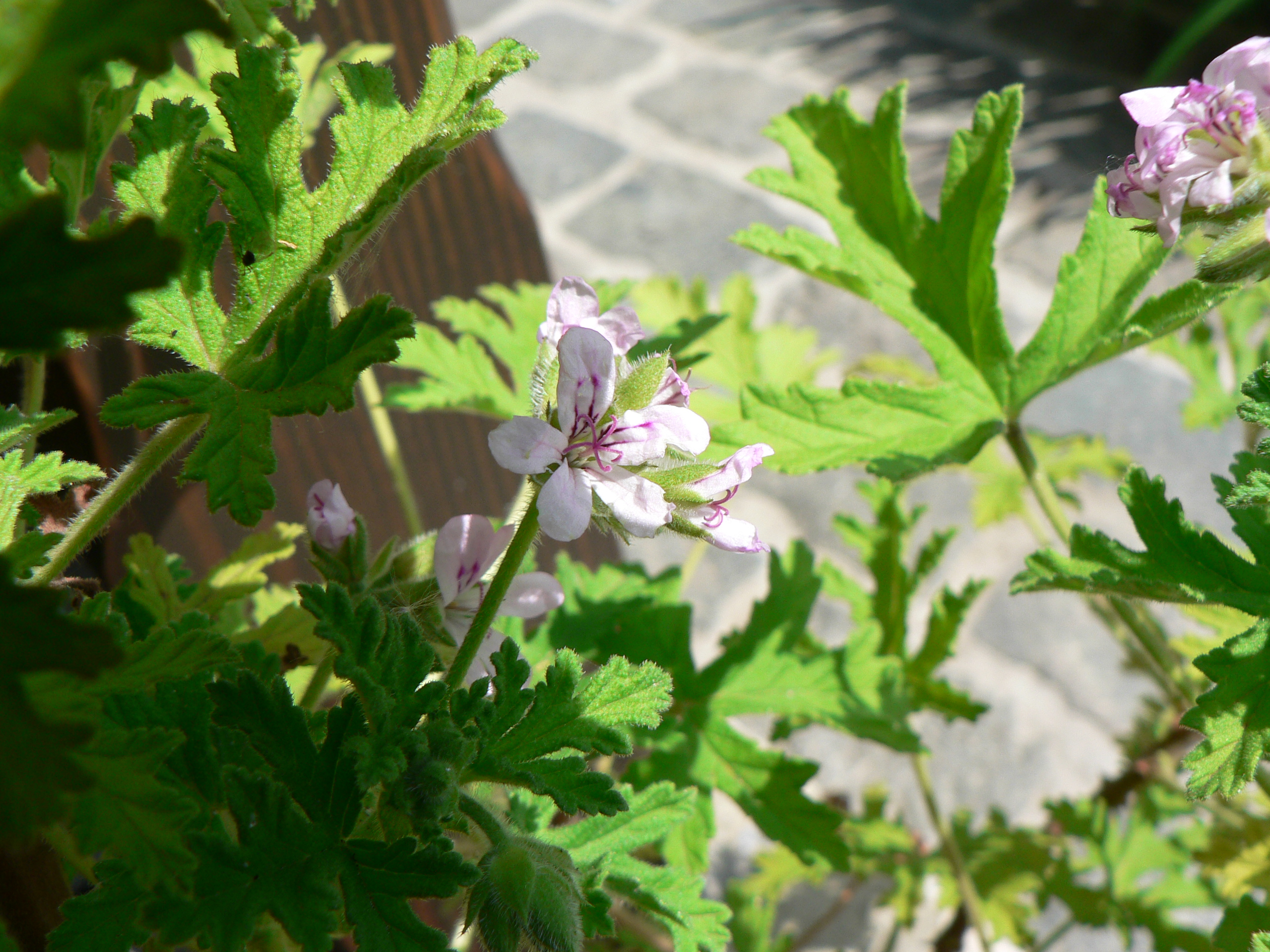
陽光底下香葉天竺葵
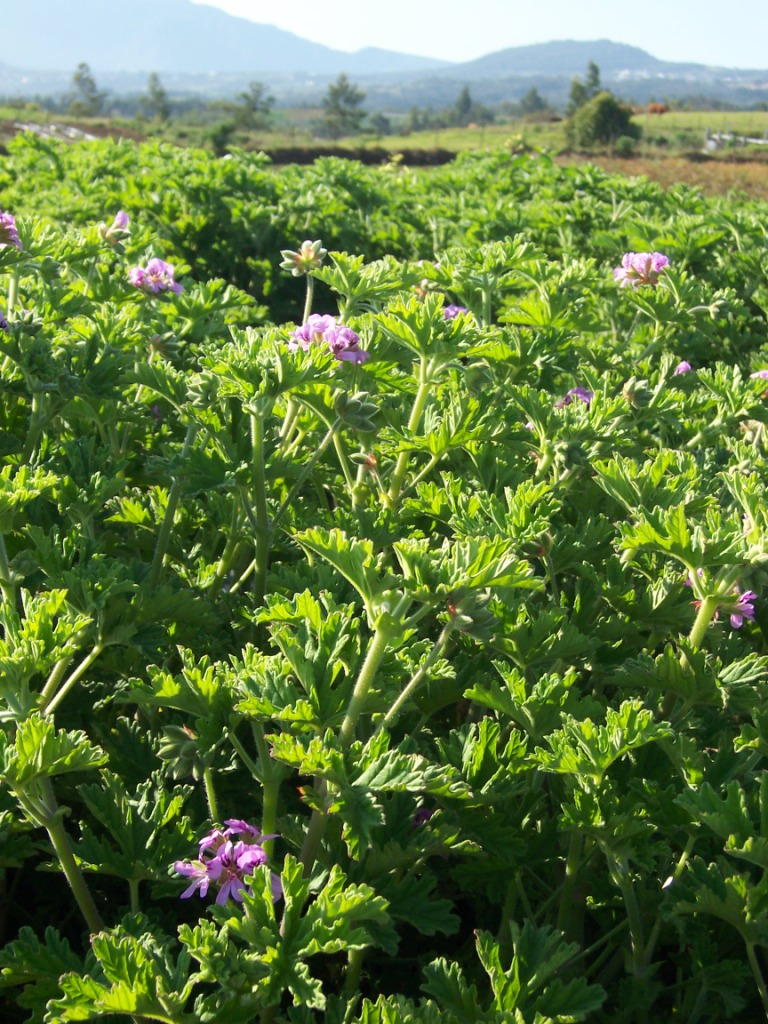
留尼旺島香葉天竺葵
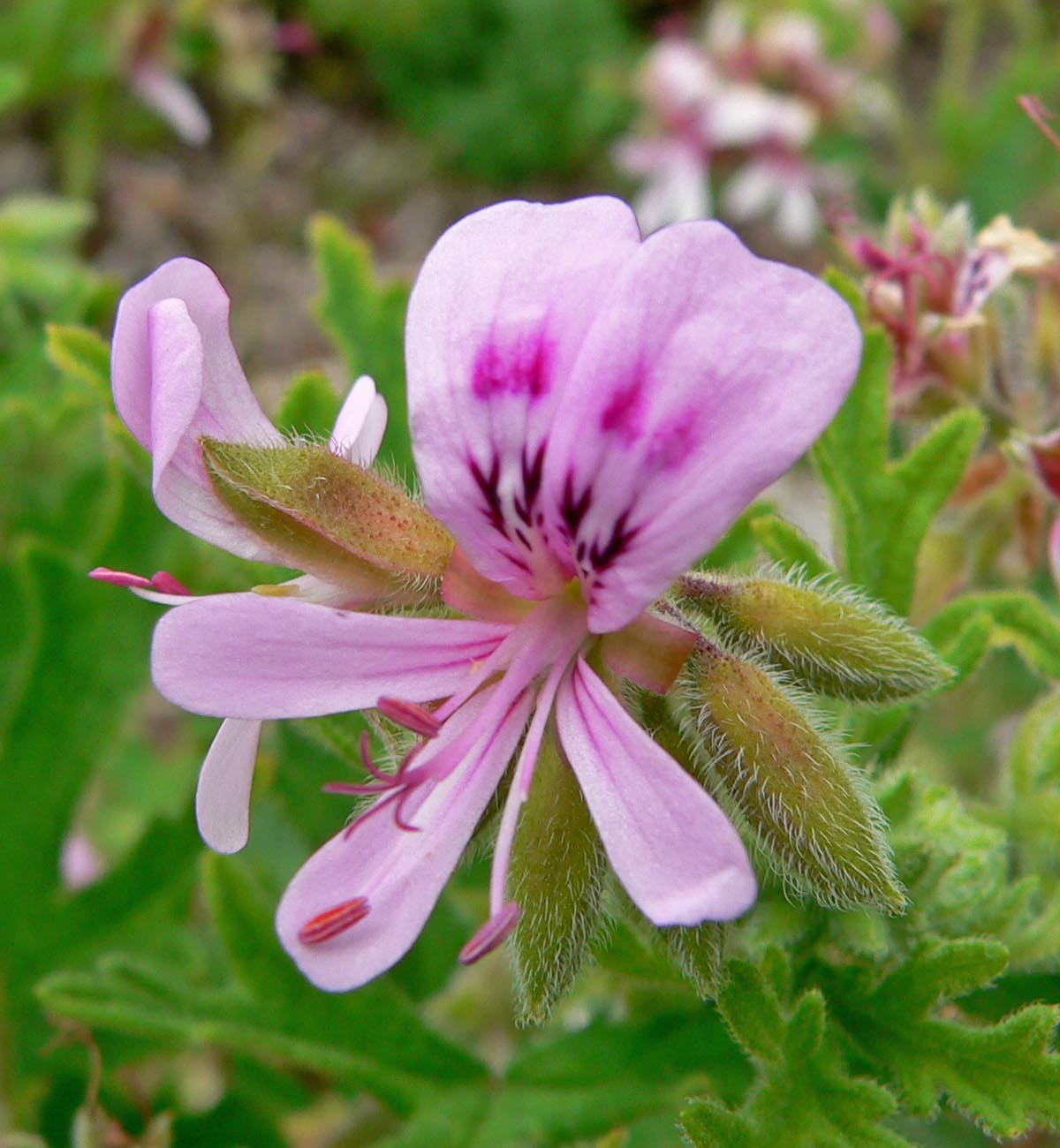
香葉天竺葵花朵

## 外部連結
- 香葉天竺葵 Xiangyetianzhukui （页面存档备份，存于） 藥用植物圖像資料庫 (香港浸會大學中醫藥學院) （繁體中文）（英文）